# 第一骑兵军 (1984年电影)
第一骑兵军，苏联1984年拍摄的苏俄国内战争题材故事片。上海电影译制厂配音后在中国公映。

## 演职员
- 导演：符·留鲍摩德·罗夫
- 编剧：瓦·叶日夫 符·榴鲍摩德罗夫
- 主演：瓦·斯比里多诺夫   叶·拉里奥诺夫

## 情节
本片根据苏俄工农红军骑兵第一集团军1919年5月25日的历史真实战例编剧。第一骑兵军在军长布琼尼，军政委伏罗希洛夫的指挥下，与邓尼金白军的波克罗夫斯基将军指挥的部队在萨尔河草原展开骑兵决战。第一骑兵军的骑兵第六师在西侧，骑兵第四师在东侧。
1919年5月25日在邓尼金白军向红军第10集团军防守地域采取突破行动的背景下，骑兵军在安德烈耶夫斯卡亚方向打击白军薄弱环节。但红军骑兵冲锋在普列特尼奥夫村外400米处遭到邓尼金白军机枪射击压制，红军第10集团军司令员叶戈罗夫为振奋军心亲临压力最大的第六师组织冲锋，战斗中叶戈罗夫的肩部被机枪打中受重伤。白军在第一骑兵军的突击下被迫停止对红军第10集团军的突破。 
1920年8月19日，骑兵第一集团军在西南方面军编成内，在西乌克兰的利沃夫城外与波兰军展开血战。此前一天，图哈切夫斯基已经下令全线总撤退。